# Cheilanthes pteridioides
Cheilanthes pteridioides är en kantbräkenväxtart som först beskrevs av Reich., och fick sitt nu gällande namn av Carl Frederik Albert Christensen. Cheilanthes pteridioides ingår i släktet Cheilanthes och familjen Pteridaceae. Inga underarter finns listade.

## Bildgalleri

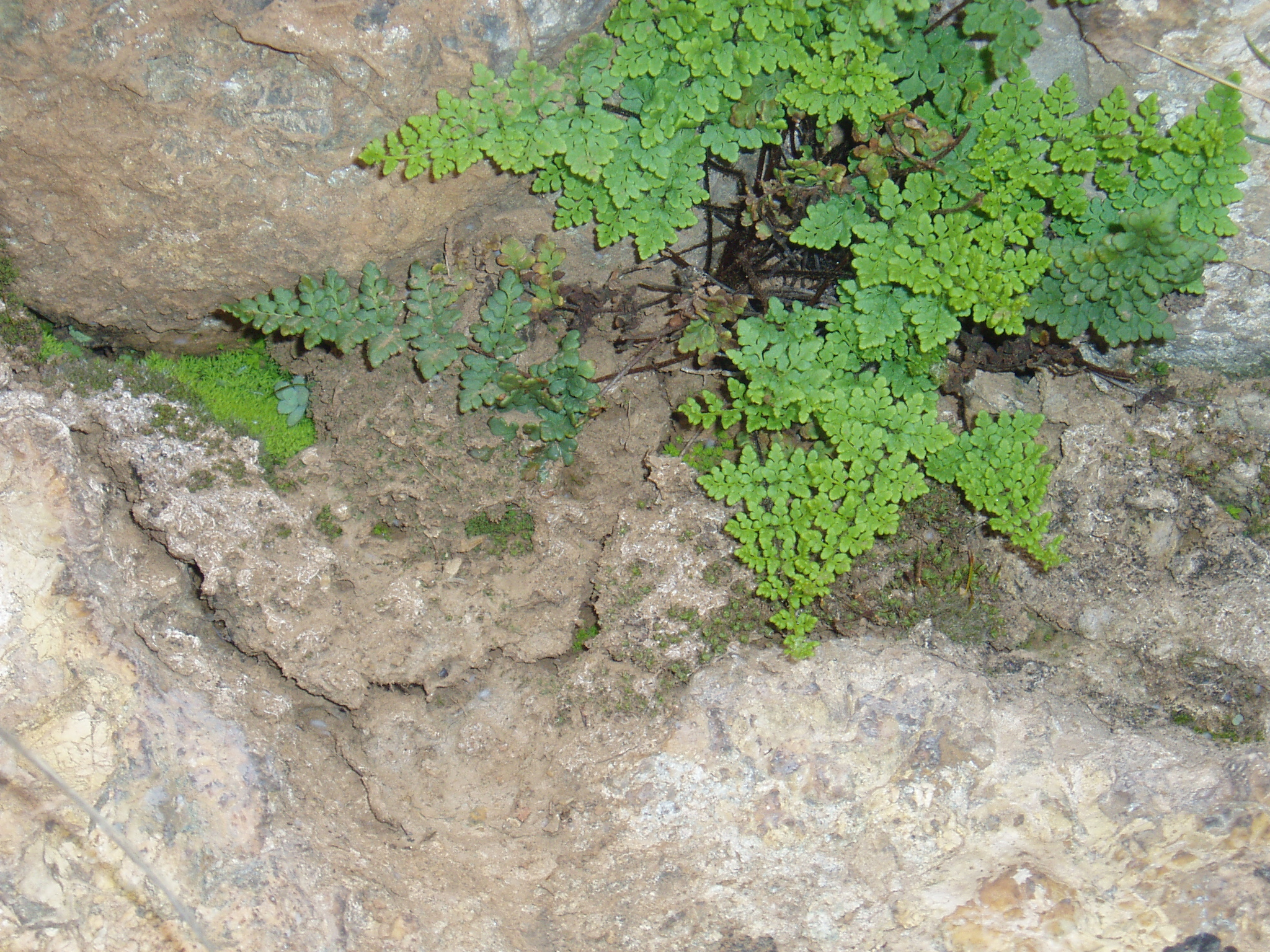